# 布利尼

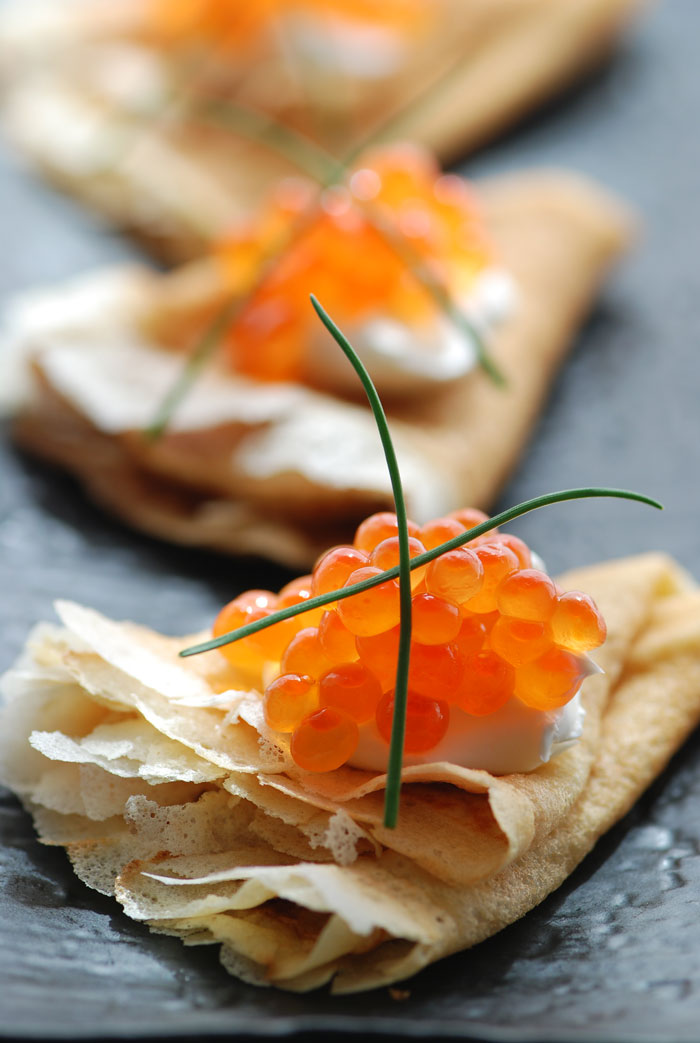
带酸奶油的布利尼

布利尼（俄语：Блины）是一種類似可麗餅的食物，主要流行在東歐地區。布利尼一般被認為起源於東歐的早期基督徒之間，但後來也普及為東歐猶太人家庭的日常食物，主要在五旬節期間使用。隨著猶太人移民到達美國，布利尼也開始在美國出現。